# جون جراف
جون جراف هو لاعب اتحاد الرغبي كندي، ولد في 3 ديسمبر 1968 في فانكوفر في كندا.

## وصلات خارجية
- جون جراف عل موقع إسبنسكروم (الإنجليزية)